# 花島大義
花島 大義（はなじま ひろよし、Hiroyoshi Hanajima、1974年8月28日 - ）は、日本の作曲家、編曲家、音楽プロデューサー、レコーディング&ミキシングエンジニア。静岡県浜松市出身。音楽ユニット「doubleglass」のメンバー。

## 略歴
中学時代から、ボーカリスト、ギタリスト、ドラマーとしてバンド活動を長年行う。中央大学卒業後は、レコーディング・エンジニアとして都内の録音スタジオにて働く。 
20代半ばにニューヨークに渡り、ニュースクール大学にて改めてオーディオ・エンジニアリングを専攻しながら、ブルックリン・マンハッタンの録音スタジオ、ヒップホップ・ミュージック・プロデューサーのもとで働く。
2001年末に日本帰国後、レコーディング・エンジニア/ディレクターとして多くの作品に携わる。
2011年にドイツ移住後、2014年より和田春とともにdoubleglassの活動を始める。
主な担当楽器は、ギター、ベース、シンセサイザー、プログラミング。
趣味は、ルアーフィッシング、フライ・フィッシング、木工DIY、プラモデル。

## 参加作品
- カノエラナ
  - All My Life（作曲）

- 乃木坂46
  - 曖昧（作曲・編曲）

- けやき坂46
  - 誰よりも高く跳べ!（作曲）

- 日向坂46
  - 誰よりも高く跳べ!2020（作曲）
  - My God（作曲・編曲）
  - 君は0から1になれ（作曲・編曲）

- SOLIDEMO
  - Rafflesia（作曲・編曲）
  - 8 Collars（作曲・編曲）

- フェアリーズ
  - ひらり（作曲・編曲）

- 藤田ニコル
  - Bye Bye（作曲・編曲）

- 森口博子
  - Ubugoe - 『機動戦士ガンダム ククルス・ドアンの島』主題歌（作曲）

- ROMEO
  - Run Away（作曲・編曲）
  - FAITH（作曲・編曲）

- B@by Soul
  - A Life Trip（作曲・編曲）
  - キミイロ feat. 音戯（作曲・編曲）

- 日本中央競馬会
  - HEROES - G1レース ウィニングラン楽曲（作曲・編曲・ミキシング）

- AI
  - ハピネス（レコーディング）
  - アンバランス（レコーディング）

- 三浦大知
  - 別れのベル（レコーディング・ミキシング）
  - Can't Help Falling In Love（レコーディング・ミキシング）

- BENI
  - crazy girl（レコーディング）
  - First Time（レコーディング）
  - Don't Let Go（レコーディング）

- 宮野真守
  - MOONLIGHT（レコーディング）

- Rainych
  - 真夜中のドア〜Stay With Me（ミキシング）
  - Blind Curve（ミキシング）
  - Ride On Time（ミキシング）

- 少女時代
  - MR. TAXI（レコーディング）
  - you-aholic（レコーディング）
  - THE GREAT ESCAPE（レコーディング）
  - BORN TO BE A LADY（レコーディング）

- ジブリロック
  - 君をのせて by THE★裏ワザ（ミキシング）
  - 風になる by Jack in the Box（ミキシング）
  - やさしさに包まれたなら by 立川俊之（ミキシング）

- BoA
  - I SEE ME（レコーディング）

- ICONIQ
  - Change Myself（レコーディング）

- ポール・ポッツ & 宮本笑里
  - 千の風になって（レコーディング）